# Barbus ansorgii
Barbus ansorgii är en fiskart som beskrevs av Boulenger, 1904. Barbus ansorgii ingår i släktet Barbus och familjen karpfiskar. IUCN kategoriserar arten globalt som livskraftig. Inga underarter finns listade.